# 鵡川町
鵡川町（むかわちょう）は、北海道南部の胆振支庁管内勇払郡にあった町。キャッチフレーズは「ししゃもとタンポポの町」であった。

## 地理
胆振支庁管内東部、一級河川・鵡川の下流域を占める。
町の範囲は、東経141度52分50秒 - 142度08分31秒、北緯42度31分31秒 - 42度39分08秒であった、
- 河川 : 鵡川、入鹿別川、湯の沢川、イクベツ沢川、モイベツ川、珍川

### 隣接していた自治体
- 胆振支庁 : 厚真町、穂別町
- 日高支庁 : 日高町、平取町

## 歴史

### 沿革
- 1895年（明治28年）鵡川村戸長役場が苫小牧村戸長役場から分離
- 1915年（大正4年）二級町村制施行、鵡川村
- 1953年（昭和28年）町制施行、鵡川町
- 1980年 穂別町と境界変更
- 1995年（平成7年）開基100年
- 1995年7月8日 富山県庄川町(現・砺波市) と姉妹友好都市締結。
- 2003年8月10日 日高自動車道鵡川IC開通
- 2004年5月6日 鵡川町・穂別町法定合併協議会が設置される。
- 2005年3月23日 合併協定書に調印。
- 2005年3月30日 北海道知事に廃置分合申請書を提出。
- 2005年3月31日 合併協議完了に伴い,協議会を解散
- 2005年7月1日 北海道議会において鵡川町と穂別町の廃置分合(合体)議案可決。
- 2005年8月19日 穂別町との廃置分合について総務大臣告示。

## 経済

### 産業
- 農業は米・野菜・花卉・乳牛・肉牛・軽種馬と多様。
- 鵡川下流域ではシシャモが漁獲され、鵡川町は「シシャモの町」として知られる。

### 鵡川町に本社を置く企業
- 株式会社ワーカム北海道（自動車関連）
  - 1979年にいすゞ自動車の総合テストコースとしていすゞ自動車株式会社北海道試験場の社名にて設立、2002年10月当時、経営悪化によるいすゞ自動車の再建計画の一環として苫小牧のいすゞ自動車北海道工場（いすゞエンジン製造北海道株式会社へ分社化）と共にいすゞ自動車の100%出資企業として分社、子会社化された。（厳密には前記事由により、むかわ町に本社を置く企業とはいえない）
    - 分社化された現在もいすゞ自動車唯一のテストコースとして、いすゞ車の研究、開発、実験業務をメインに分社化以前では行われていなかった業務として他社自動車メーカー、架装メーカー等の自動車、自動車部品等の各種試験の受諾の 他、テストコースの 貸し出し業務も実施している。

  - 鵡川町主催の鵡川ししゃもファミリー駅伝大会ではワーカムのテストコースの一部を使用しイベントを行っている。
  - 分社化後メーカー系テストコースとしては異例であるドラッグレースの公式コースとして使用されていたが、来場者の車両の違法改造等の理由を主に2006年の開催を最後にドラッグレースのコースとしては使用されなくなった。
  - ちなみに社名の由来は町の名前である「むかわ」を逆さ読みにしたもの。

## 公共機関

### 警察
- 苫小牧警察署 鵡川交番

### 医療
- JA北海道厚生連鵡川厚生病院

## 姉妹都市・提携都市
- 富山県砺波市 : 1995年7月8日、庄川町（当時）と提携

## 地域

### 教育
- 高等学校
  - 北海道鵡川高等学校
- 中学校
  - 鵡川
- 小学校
  - 鵡川中央、宮戸、生田

## 交通

### 鉄道
- 北海道旅客鉄道（JR北海道）
  - 日高本線 : 浜田浦駅 - 鵡川駅

### バス
- 道南バス
- あつまバス

### 道路
- 高規格幹線道路
  - 日高自動車道 : 鵡川IC
- 一般国道
  - 国道235号
- 都道府県道
  - 北海道道10号千歳鵡川線
  - 北海道道59号平取厚真線
  - 北海道道74号穂別鵡川線
  - 北海道道575号鵡川停車場線
  - 北海道道983号米原田浦線
  - 北海道道1046号鵡川厚真線
- 道の駅
  - むかわ四季の館

## 名所・旧跡・観光スポット・祭事・催事

### 催事
- 5月下旬 たんぽぽフェスティバル
- 8月上旬 農協まつり
- 8月20日前後 商工まつり
- 8月23・24日 鵡川地蔵まつり
- 11月上旬 ししゃも・あれとぴあin鵡川

## 鵡川町民憲章
（昭和60年9月12日制定）

わたくしたちは、雄大な太平洋と清流の鵡川、緑豊かな自然につつまれた鵡川町の町民です。
先人の偉業に感謝し、たがいのしあわせと、住み良い豊かなまちをつくるためこの憲章を定めます。
(本文)
1 仕事に誇りをもち、心とからだをきたえて
むつまじく、元気に働き
感謝と思いやりをもち
若い夢と力を育てる
楽しい家庭を作りましょう。
1 いたわりと活力の輪をひろげ
向かいも隣も助け合い
考える力を磨きあげ
わたしも君もきまりを守る
明るい社会を作りましょう。
1 自然を愛し、文化を育て
無理やむだなく施設をいかし
川や緑を友として
和して良き伝統が生きる
豊かな郷土を作りましょう。

## 出身有名人
- 田畑真紀、関ナツエ、鈴木靖（いずれもスピードスケートオリンピック出場選手）
- 椿文子（ショートトラックスケートオリンピック出場選手）
- 坂本一魔（マジシャン）
- 松井雄飛（ミュージシャン）鵡川高校野球部。
- 鈴木章[1]（2010年ノーベル化学賞受賞、北海道大学名誉教授)

## その他
- 穂別町との廃置分合（合体）を前に、市外局番が平成17年11月1日より「0145」に変更された。それ以前は「01454」。
- つの丸の漫画「みどりのマキバオー」で、マキバオーの生まれた牧場「みどり牧場」の所在地。